# 統濟堂
統濟堂位於泰國中部叻丕府，喃倫沙律縣第八村，門牌19號。它是超過一百年歷史的木造道觀，起源於拉瑪五世修築喃倫沙律運河作軍事運輸用途，該運河約在1868年完工，吸引中國新移民在運河流域聚居，他們約在1878年建造此道觀作為宗教上的精神寄托。

## 建築
- 大門對聯以紅色底配金色字：「統統萬象迎吉兆；濟濟一堂納禎祥。」
- 主殿對聯以黑色底配金色字：「統守王章佈德恩廬光聖道；濟持佛法施仁救世顯神通。」
- 主祀「瑤池金母」（เอี่ยวตี๊กิมบ้อ）的聖像（香港稱為西王母、臺灣多稱母娘、王母娘娘），神龕外對聯以黑色底配金色字：「瑤觀三昧地；池會九重天。」內對聯以紅色底配金色字：「瑤池施仁境安樂；金母佈德眾吉昌」。每年農曆七月十八日舉行盛大慶典，泰國民眾來求祂保祐長壽健康、工作順利及富貴平安。
- 其它供奉道教和佛教聖像：
  - 主殿，三寶佛位於瑤池金母神龕前，彌勒菩薩位於瑤池金母左手邊，兩側韋陀菩薩、伽藍菩薩
  - 九皇大帝（กิ๋วอ๋องไต่เต่）
  - 如來佛祖（พระโคตมพุทธเจ้า），即是「釋迦牟尼」，佛龕對聯：「如來慈悲佑百姓；佛祖顯赫保萬民。」
  - 阿彌陀佛（พระอมิตาภะพุทธะ），位於如來佛祖之前。
  - 觀世音菩薩（กวนอิม）
  - 協天上帝（เทพเจ้ากวนอู），又稱「協天大帝」，即是三國時代之「關羽」，神龕對聯：「義存漢室三分鼎；志在春秋一部書。」
  - 光天佛祖

## 外部連結
- 2013年8月統濟堂慶典情況一 （页面存档备份，存于）
- 2013年8月統濟堂慶典情況二 （页面存档备份，存于）
- 統濟堂的Facebook專頁